# FEI Classics
Die FEI Classics™ ist eine Veranstaltungsserie der Internationalen Pferdesportverband FEI im Vielseitigkeiten, die von 2008 bis 2017 ausgetragen wurde. 
Als Veranstaltungsorte wurden zunächst die fünf wichtigsten Vielseitigkeitsturniere auf der Nordhalbkugel ausgewählt, die alle als CCI**** ausgetragen werden. Im Jahr 2011 kam mit dem Australian International Three Day Event auch das sechste CCI****-Turnier der Welt hinzu. In den Jahren 2008 bis 2013 war die britische Großbank HSBC Titelsponsor der Serie (HSBC FEI Classics™). Im Juni 2017 wurde beschlossen, die Turnierserie ab der Saison 2017/2018 auszusetzen.

## Veranstaltungsorte
Mit Beginn der Serie wurde das Kalenderjahr als Saison der FEI Classics ausgewählt. Mit Aufnahme der australischen Wertungsprüfung wurde dies geändert, nun begann die Saison jeweils im Oktober bzw. November mit dem CCI**** Pau.
- Les Etoiles de Pau (Aquitanien, Frankreich)
- Australian International Three Day Event (Adelaide, Australien)
- Rolex Kentucky Three Day Event (Lexington, Kentucky, Vereinigte Staaten von Amerika)
- Mitsubishi Motors Badminton Horse Trials (Grafschaft Gloucestershire, Großbritannien)
- Luhmuhlen CCI**** presented by E.ON Avacon (Niedersachsen, Deutschland)
- Land Rover Burghley Horse Trials (Grafschaft Lincolnshire, Großbritannien)

## Wertungssystem und Preisgeld
Die besten zehn Reiter einer jeden Station erhielten Wertungspunkte nach folgendem System (Für jeden Reiter wurde pro Station ausschließlich das Ergebnis gewertet, das er mit seinem hier bestplatzierten Pferd erreicht hatte):
- 1.: 15 Wertungspunkte
- 2.: 12 Wertungspunkte
- 3.: 10 Wertungspunkte
- 4.:  8 Wertungspunkte
- 5.:  6 Wertungspunkte
- 6.:  5 Wertungspunkte
- 7.:  4 Wertungspunkte
- 8.:  3 Wertungspunkte
- 9.:  2 Wertungspunkte
- 10.: 1 Wertungspunkt

Die fünf bestplatzierten Reiter dieser Rangliste (unabhängig vom Pferd) erhielten nach Abschluss der jährlichen Rangliste ein Preisgeld von insgesamt 333.000 US-$. Damit handelte es sich um die größte Preisgeldsumme, die jährlich im Vielseitigkeitssport ausgeschüttet wurde. 
Das Preisgeld verteilte sich wie folgend:
- 1.: 150.000 US-$
- 2.:  75.000 US-$
- 3.:  50.000 US-$
- 4.:  33.000 US-$
- 5.:  25.000 US-$

## Liste der Ranglistensieger
| Saison    | Ranglistensieger                   | Zweitplatzierter                   | Drittplatzierter                   |
| --------- | ---------------------------------- | ---------------------------------- | ---------------------------------- |
| 2008      | William Fox-Pitt 40 Wertungspunkte | Nicolas Touzaint 27 Wertungspunkte | Frank Ostholt 22 Wertungspunkte    |
| 2009      | Oliver Townend 36 Wertungspunkte   | Dirk Schrade 25 Wertungspunkte     | Andreas Dibowski 24 Wertungspunkte |
| 2010      | William Fox-Pitt 39 Wertungspunkte | Andreas Dibowski 37 Wertungspunkte | Caroline Powell 21 Wertungspunkte  |
| 2011      | Mary King 46 Wertungspunkte        | William Fox-Pitt 40 Wertungspunkte | Andrew Nicholson 26 Wertungspunkte |
| 2011/2012 | William Fox-Pitt 40 Wertungspunkte | Andrew Nicholson 39 Wertungspunkte | Alison Springer 17 Wertungspunkte  |
| 2012/2013 | Andrew Nicholson 67 Wertungspunkte | William Fox-Pitt 44 Wertungspunkte | Jonathan Paget 42 Wertungspunkte   |
| 2013/2014 | William Fox-Pitt 38 Wertungspunkte | Sam Griffiths 25 Wertungspunkte    | Oliver Townend 23 Wertungspunkte   |
| 2014/2015 | Ingrid Klimke 42 Wertungspunkte    | Michael Jung 40 Wertungspunkte     | Jonelle Price 26 Wertungspunkte    |
| 2015/2016 | Michael Jung 42 Wertungspunkte     | Tim Price 26 Wertungspunkte        | Andrew Nicholson 18 Wertungspunkte |
| 2016/2017 | Michael Jung 39 Wertungspunkte     | Maxime Livio 33 Wertungspunkte     | Nicola Wilson 20 Wertungspunkte    |